# Asphaltbergwerk La Presta
La Presta ist ein stillgelegtes Asphaltbergwerk in der Schweiz im Val de Travers, zwischen den Ortschaften Travers und Couvet. Sie war Westeuropas grösste Asphaltmine. Der Name La Presta ist nicht italienisch, sondern kommt vom Flurnamen La Presetaz.

## Geographie und Geologie
Das Asphaltvorkommen liegt etwa 10 Kilometer nordwestlich des Neuenburgersees beidseits des vom Fluss Areuse durchflossenen Val de Travers. Das vier bis sechs Meter, an einigen Stellen bis zu zwölf Meter mächtige Hauptflöz wurde Bon banc genannt. Es liegt in der südostwärts einfallenden Schrattenkalk-Formation und besteht aus Kalkstein (CaCO3) mit einem Bitumengehalt von 12 %.

## Geschichte
Das Asphaltvorkommen im Val de Travers war wahrscheinlich bereits den am Neuenburgersee wohnenden Pfahlbauern bekannt. Sie verwendeten das Material zum Einkitten der Steinbeile in Horn- und Holzfassungen. 1626 sind Asphaltfunde bei Buttes überliefert.
Das einzige bedeutende natürliche Asphaltvorkommen der Schweiz wurde zu Beginn 1711 durch den griechischen Arzt Eirini d’Eirinis entdeckt. Er beantragte beim König von Preussen, der damals das Fürstentum Neuenburg regierte, die Schürfrechte, die ihm 1712 erteilt wurden, der kommerzielle Abbau der oberflächennahen Vorkommen im Tagebau begann aber erst im Sommer 1713. Bis 1840 wurde an der linken Talseite bei Bois-de-Croix⊙ abgebaut. Als diese Vorkommen erschöpft waren, wechselte der Abbau auf die rechte Talseite bei La Presta. Nachdem die im Tagebau erreichbaren Vorkommen erschöpft waren, begann 1867 der Untertagebau. Das Bergwerk ging durch verschiedenen Hände – von 1841 bis 1846 war der Unternehmer und Schokoladenhersteller Philippe Suchard der Direktor des Bergwerks. Unter seiner Leitung wurde die Produktion von Gussasphalt der wichtigste Betriebszweig. Im Jahr 1849 liess der Basler Ingenieur Andrea Merian einen Teil der Strasse durchs Val de Travers nach dem vom schottischen Ingenieur John Loudon McAdam entwickelten Makadam-Verfahren asphaltieren.
Im September 1873 ging das Bergwerk in den Besitz der Neuchâtel Asphalte Company Ltd. (NACO) über, die britischen Investoren gehörte und ihren Geschäftssitz in London hatte. Ähnlich wie beim Salzregal ist der Kanton Neuenburg der Eigentümer des Bodenschatzes und erteilt gegen eine Lizenzgebühr eine Abbaukonzession. Für jede geförderte Tonne Asphalt musste die Bergwerksgesellschaft fünf Franken entrichten. Die Gebühr wurde bis 1986 auf 15 Franken pro Tonne angehoben.
Im Jahr 1886 wurde das Bergwerk durch die Eröffnung des letzten Teilstücks der Chemin de fer régional du Val-de-Travers (später RVT) an das Schienennetz angeschlossen, was den Asphalt-Export erleichterte. Neben den lokalen Landwirten arbeiteten fortan auch italienische Mineure im Bergwerk.
Der Höhepunkt der Förderung wurde 1913 erreicht. In diesem Jahr wurde 53'000 Tonnen Rohasphalt gefördert. Das Bergwerk war damals nicht nur eine der wichtigsten Asphaltgruben Europas sondern eine der grössten der Welt. und lieferte bis zu einem Fünftel des global verwendeten Asphalts; die Grube belieferte nicht nur europäische Städte, der Asphalt wurde auch über Marseille und Basel nach Übersee verschifft. Asphalt aus dem Val de Travers war in allen grossen Städten der Welt zu finden, wie zum Beispiel London, Berlin, Paris oder Sankt Petersburg. Selbst an der Copacabana in Rio de Janeiro, in Dunedin auf Neuseeland, in Mexiko und in New Jersey lag Asphalt aus dem Neuenburger Bergwerk auf den Strassen.
Der Ausbruch des Ersten Weltkrieges liess die Produktion stark einbrechen, weil die geschlossenen Grenzen den Export verunmöglichten. Es wurden nur noch 6200 Tonnen gefördert. Nach dem Krieg stieg die Produktion an. 1920 waren im Bergwerk bereits 42,7 Kilometer Strecken und Stollen ausgebrochen. Die Weltwirtschaftskrise liess 1929 den Ausstoss abermals einbrechen, ebenso der Zweite Weltkrieg. Erst nach Kriegsende konnte sich der Exportmarkt wieder entwickeln, der aber 1967 praktisch vollständig zum Erliegen kam, weil der Naturasphalt durch technisch hergestellten Asphalt ersetzt wurde. Dieser konnte kostengünstig mittels Asphaltmischanlagen, die gemahlenes Gestein mit Bitumen, das als Abfallprodukt bei der Raffination von Erdöl entsteht, vermischen, hergestellt werden.
NACO wurde 1969 vom britischen Strassenbaukonzern Tarmac übernommen, der seit 2013 Lafarge gehört. Ab 1976 wurde nur noch im voll mechanisierten Bereich Simplon abgebaut. 1983 wurden die Pumpen der Wasserhaltung abgeschaltet, sodass das Wasser bis auf die Kote 725 m ü. M. anstieg und ungefähr 80 % des Grubengebäudes flutete, nur Teile der oberen zwei Sohlen im westlichen Bereich wurden noch genutzt. 1984 wurde die NACO zur Neuchâtel Asphalte SA. Anfang 1986 wurde festgestellt, dass die abgebauten Schichten immer unregelmässiger wurden und sich qualitativ schnell veränderten. Das Endprodukt wurde durch Mischen zweier Gesteinsqualitäten hergestellt, wovon eine kaum mehr verfügbar war zumal deren Abbauort sich in einer Zone geringer Überdeckung in der Nähe von alten Stollen befand, die dadurch instabil war. Der Abbau wurde deshalb infolge Erschöpfung der Vorkommen Ende Dezember 1986 eingestellt.
Die Grube wurde im Juli 1987 der Öffentlichkeit als Schaubergwerk zugänglich gemacht und empfängt jährlich rund 22'000 Besucher. Ein touristischer Rundgang wurde in einem Teil des Abbaubereichs Simplon eingerichtet. Im Besucherrestaurant wird in heissem Asphalt gekochter Schinken angeboten. Dies war bis in die 1960er-Jahre das traditionelle Gericht, das am 4. Dezember, dem Gedenktag der Barbara von Nikomedien, Schutzpatronin der Bergleute, den Mineuren gereicht wurde. Jährlich verspeisen die Touristen 5 Tonnen so zubereiteten Schinkens.
Am 21. September 2016 wurde ein Asphalttanker mit dem Namen Lapresta in Dienst gestellt, der auf der Westerschelde eingesetzt wird.

## Abbautechnik
Das Grubengebäude des Untertagebaus besteht aus sechs Sohlen und ist in die Bereiche Süd und Ost sowie den neueren westlichen Bereich Simplon aufgeteilt. Strecken und Stollen wurden durch Sprengvortrieb erstellt und erreichten eine Gesamtlänge von über 100 Kilometern. Die Überdeckung beträgt etwa 150 Meter. Der Ausbau des Grubengebäudes erfolgte anfangs mit Holz, ab 1967 mit Felsankern. Die Bewetterung erfolgte durch zwei Lüfter neben dem Eingang des Hauptstollens. In der Grube herrschte eine Luftfeuchtigkeit von 80 bis 90 % und eine konstante Temperatur von acht Grad. Grösste Gefahr in der Grube waren Wassereinbrüche. Die Wasserhaltung musste Ende der 1960er-Jahre täglich mit sechs Pumpen 18'600 Kubikmeter Wasser aus dem Bergwerk fördern. Pro Tonne geförderter Asphalt mussten 400 Kubikmeter Wasser gepumpt werden.

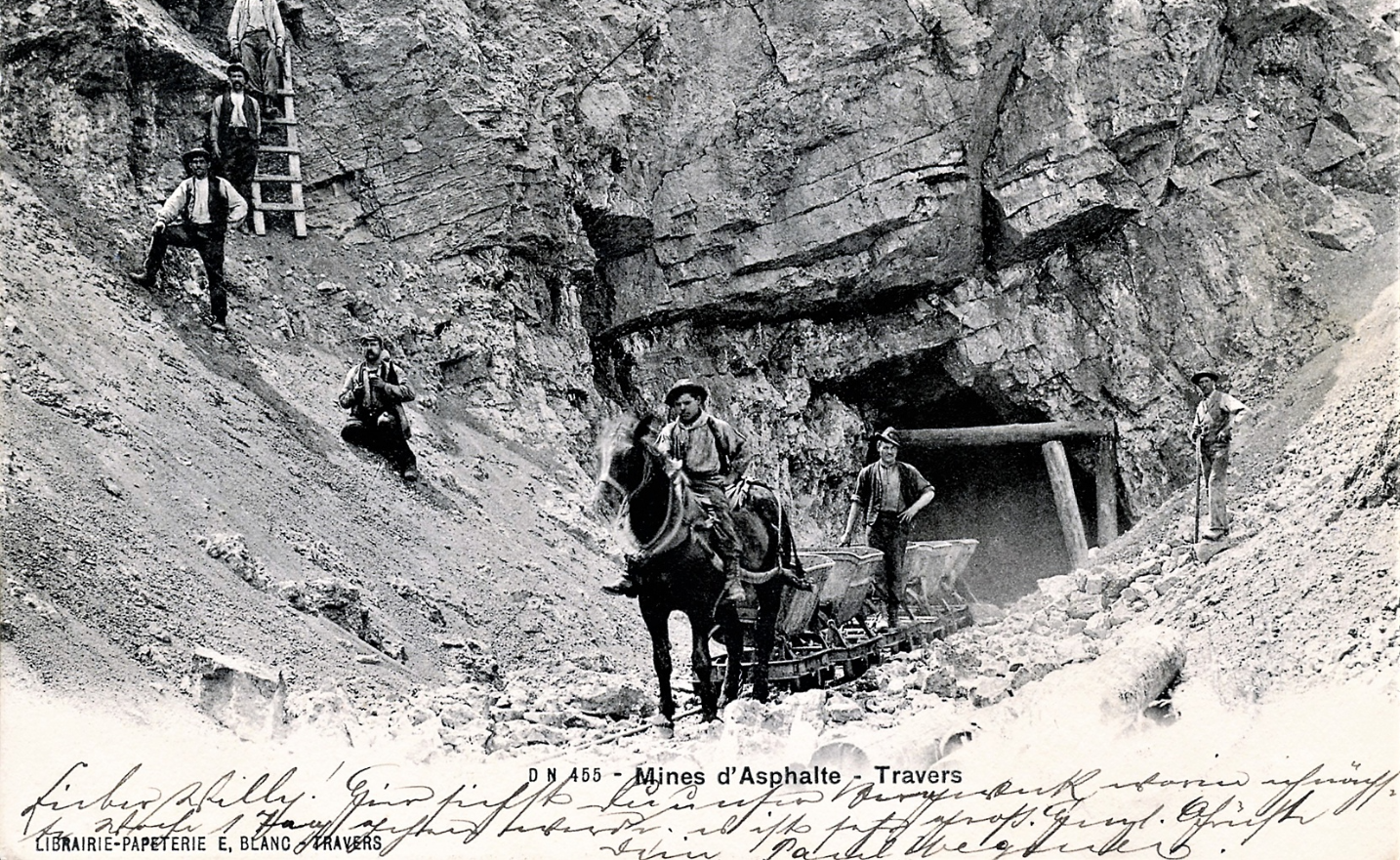
Lorenzug, 1904

Die Bergleute arbeiteten im Akkord. Jeder Bergmann musste täglich elf Loren füllen, was ungefähr 5,5 Tonnen Gestein entsprach, das von Hand in die Loren geworfen werden musste. Für die Förderung der Loren wurden bis 1973 Grubenpferde eingesetzt, die jeweils Züge von acht Loren aus dem leicht talwärts führenden Hauptstollen zogen. Die Stallungen befanden sich über Tage. Ab 1971 wurden auch Lokomotiven eingesetzt. Süd wurde nach Erdrutschen und Wassereinbrüchen 1974 geschlossen. Ost schloss 1976.
Der Bereich Simplon wurde ab 1971 vollständig mechanisiert betrieben. Für den Materialtransport wurde ein Fahrlader eines deutschen Herstellers und ein Gruben-LKW von Renault eingesetzt.

## Verarbeitung

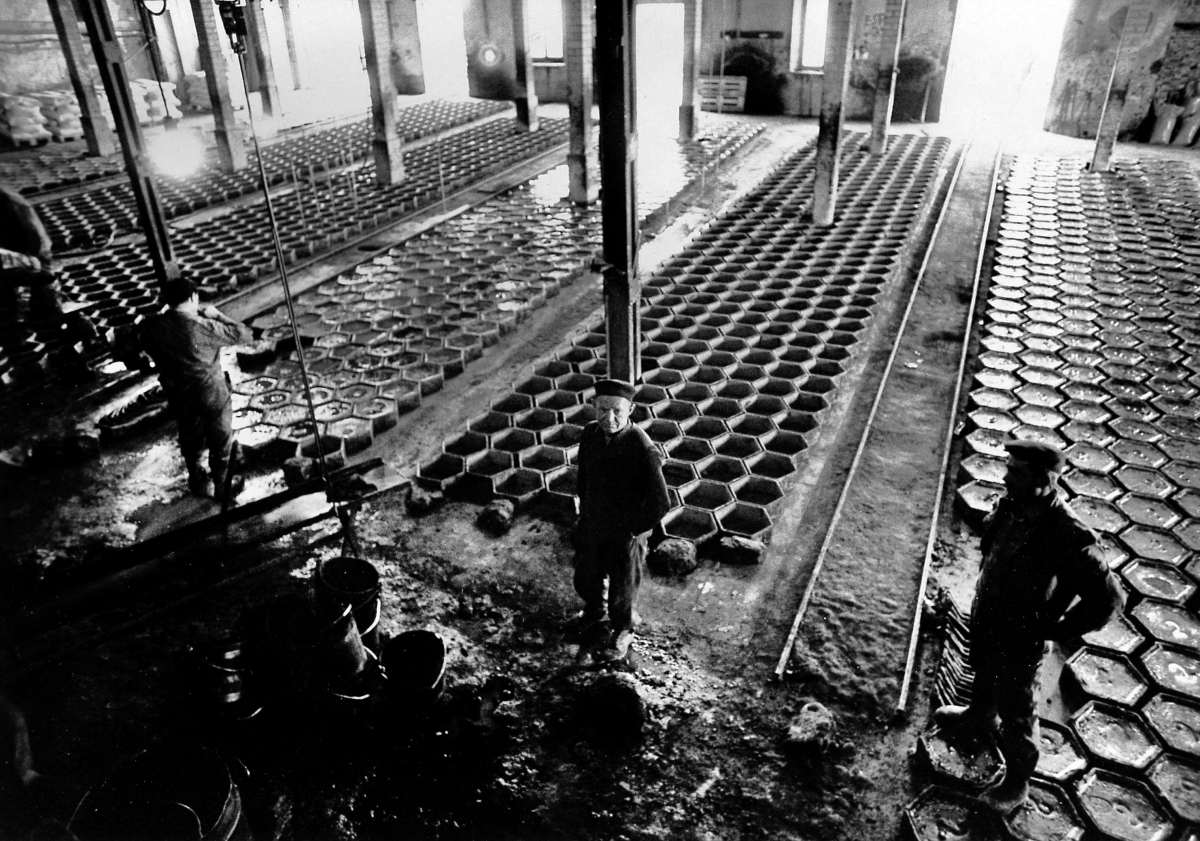
Abguss von Asphalt in sechseckige Formen für den Transport

Anfangs stand die medizinische Anwendung im Vordergrund – der bakterientötende Asphalt wurde zu Zugsalbe verarbeitet. Später wurde Bitumen zum Abdichten von Brunnen verwendet. Die Verarbeitung zu Strassenbelag, genauer zu Gussasphalt erfolgte erst später. Sie wurde durch den Schokoladenhersteller Philippe Suchard auf seinen Geschäftsreisen im Ausland beworben, der den Gussasphalt als Dichtmasse auf dem Dach seiner Fabrik und als Belag auf den Wegen in den Weinbergen verwendete. Der Rohasphalt aus der Grube wurde zu Pulver zermahlen, auf 220 °C erhitzt und in einer Halle⊙ östlich des Mundlochs zu sechseckigen 25 kg-Blöcken abgegossen und versandfertig gemacht. Für die Verarbeitung zu Strassenbelag genügte es, die Blöcke auf der Baustelle in einem mobilen Ofen auf 160 °C zu erwärmen, sodass der Asphalt wieder schmolz und verarbeitet werden konnte. Ab den 1970er-Jahren kamen Asphaltmischanlagen auf, welche den pulverisierten Asphalt direkt verarbeiten konnten.